# Kran Rickmers-Werft

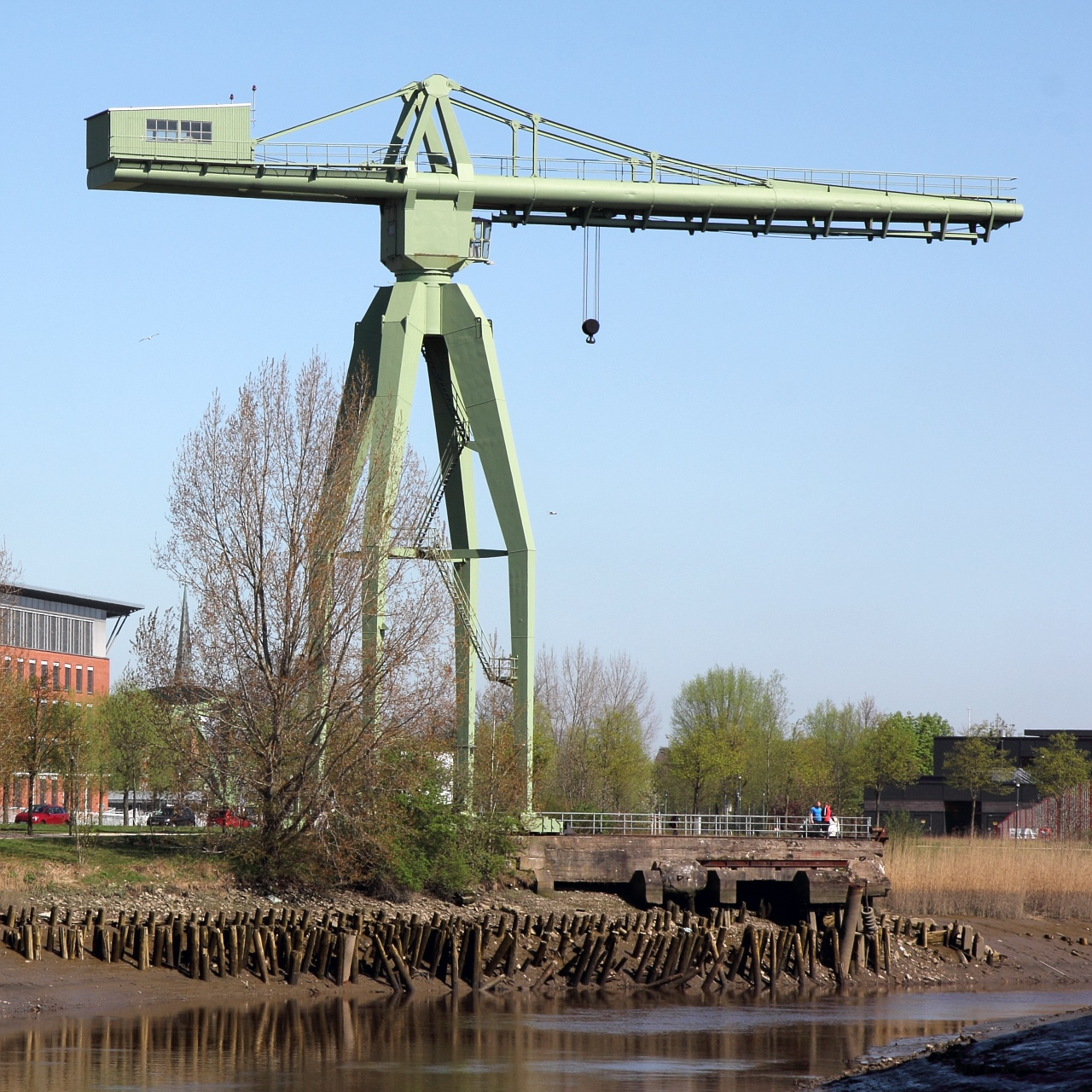
Werftkran, Blick über die Geeste

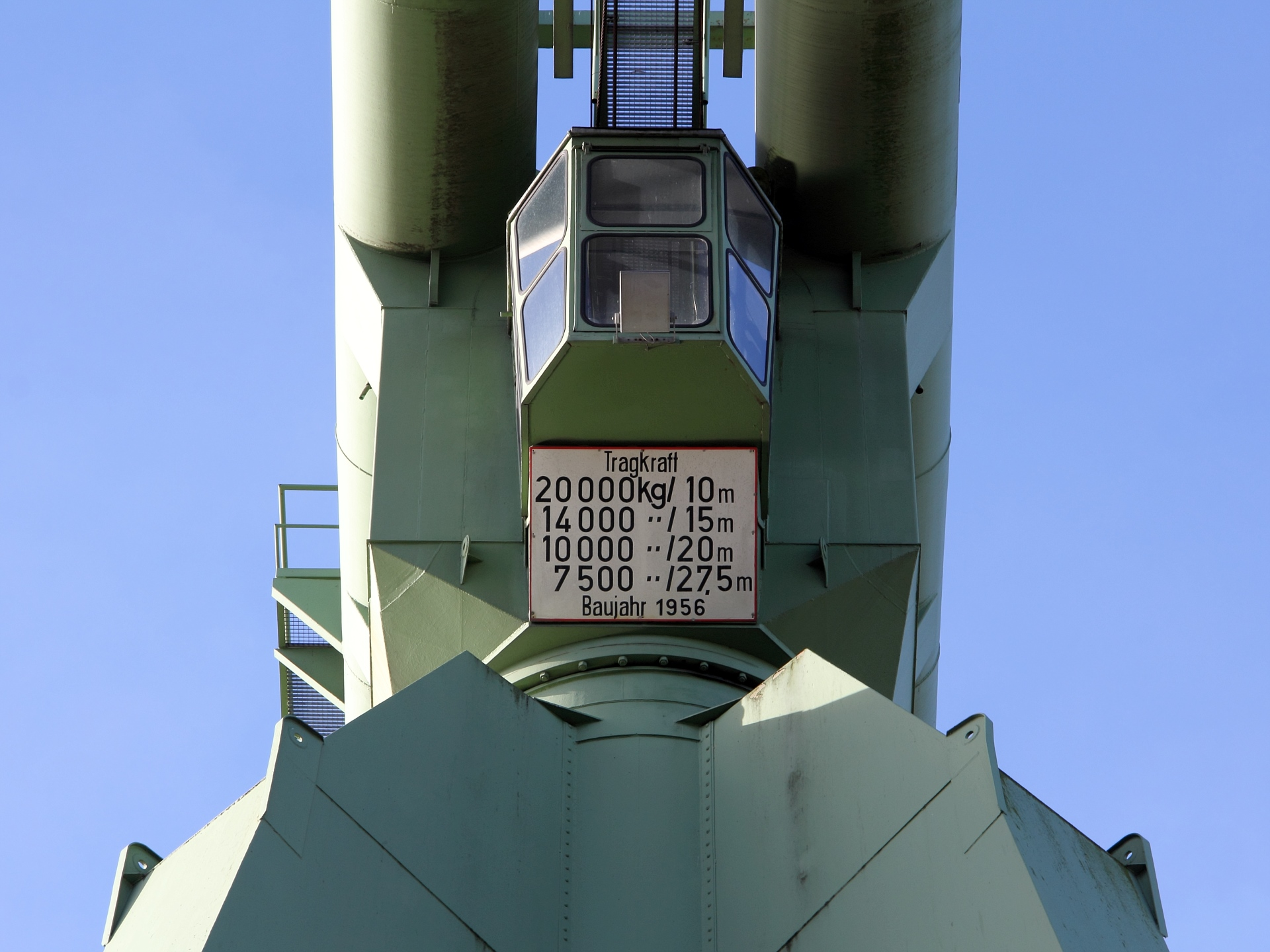
Tragkraftangabe

Der Kran Rickmers-Werft in  Bremerhaven-Lehe, Folkert-Potrykus-Straße auf der Geesthelle am rechten Ufer der Geeste, stammt aus der Mitte des 20. Jahrhunderts.
Er wird aktuell (2023) nicht genutzt. Der Kran steht seit 2023 unter Bremischen Denkmalschutz.

## Geschichte
Die 1834 gegründete Rickmers-Werft erlangte auch durch eigenentwickelte Schiffstypen und technische Neuerungen weltweite Anerkennung. Ab 1951 gab es in Deutschland einen Aufschwung im Schiffbau. 1986 musste das Schiffbauunternehmen schließen.
Der Vollportal-Turmdrehkran aus Stahl in Schalenbauweise wurde 1956 von der Hans Seebeck Maschinenbau-Eisenbau GmbH in Bremerhaven-Lehe aufgestellt. Er hat eine Höhe von 35,5 Metern. Die portalförmige Unterkonstruktion aus vier Stützen fuhr durch ein motorbetriebenes Laufwerk auf den parallel zum Helgen verlegten Schienen. Oben war ein 360-Grad-Drehkranz montiert mit dem Ausleger (Obendreher). Auf dem Ausleger war eine Laufkatze, welche die Lasten horizontal bewegte. Stahlseile führen zum Maschinenhaus als Kontergewicht am anderen Ende des Auslegers mit der elektrisch betriebenen Seilwinde. Bei der maximalen Ausladung von 27,5 Metern beträgt die Tragkraft des Schwerlastkrans 7,5 Tonnen. Sie erhöht sich bis 20 Tonnen bei einer Ausladung von 10 Metern.
Der Kran wurde 2003 wieder instand gesetzt.
Das Landesamt für Denkmalpflege Bremen befand: „… verbleibt der Turmdrehkran – abgesehen vom denkmalgeschützten Werfttor – als einziges im Stadtbild sichtbares Zeugnis eines wichtigen Kapitels der Bremerhavener Stadtgeschichte. Als weithin sichtbare Höhendominate besitzt der Kran auch eine städtebauliche Bedeutung. … .“